# Sân bay Sittwe
Sân bay Sittwe (IATA: AKY, ICAO: VYSW) là một sân bay ở Sittwe, Myanmar. Sân bay này có một đường băng dài 1829 m rải nhựa bitum.

## Các hãng hàng không và các tuyến điểm
Hiện có các hãng hàng không và các tuyến điểm kết nối với sân bay Sittwe:
- Air Bagan (Thandwe, Yangon)
- Air Mandalay (Thandwe, Yangon)
- Myanmar Airways (Kyaukpyu, Yangon)
- Yangon Airways (Thandwe)